# Rumpfgebirge
Ein Rumpfgebirge ist der stark erodierte Rest einer Gebirgsbildung, die in einem oft lange zurückliegenden Zeitraum der Erdgeschichte stattgefunden hat. Der Begriff wurde 1886 durch Ferdinand von Richthofen in die Literatur eingeführt. Die Rümpfe der ehemaligen Gebirge sind in tieferen Regionen der Kruste überall auf jeder kontinentalen Platte antreffbar (sie bilden hier das sogenannte Grundgebirge) und besonders in Mitteleuropa durch jüngere Tektonik an der Erdoberfläche aufgeschlossen.
Die Talstrukturen der Rumpfgebirge sind oft unregelmäßiger gegliedert als die der jungen Faltengebirge, was auf wesentlich jüngere tektonische Vorgänge und die starke Erosion der früher oft bis zu mehrere tausend Meter hohen Gebirge zurückgeht. Orografisch gleichförmiger sind hingegen ihre Hochflächen, die bei sehr gleichförmiger Einebnung als Rumpfflächen bezeichnet werden.

## Beispiele für Rumpfgebirge
Im westlichen Europa zählen viele Mittelgebirge zum Typus der Rumpfgebirge – zum Beispiel Harz, Erzgebirge, Fichtelgebirge und Rheinisches Schiefergebirge. Auch andere Gebirgszüge beiderseits des Rheins, etwa Schwarzwald und Vogesen, und im Nordosten Bayerns der Bayerische Wald über den Böhmerwald bis zur Böhmischen Masse in Österreich und Tschechien, oder das französische Zentralmassiv stammen aus der Zeit der variszischen Orogenese. Diese Gebirgsbildung fand im mittleren Paläozoikum statt, in den Epochen des Devons und Karbons vor etwa 350 bis 250 Millionen Jahren. Bereits im Perm war das variszische Hochgebirge zur sogenannten permischen Rumpffläche aberodiert und von Sedimentschichten überlagert. Restbestände hiervon blieben in vor Erosion geschützten Beckenstrukturen als variszische „Inseln“ zwischen den jüngeren Sedimentgesteinen des Mesozoikums erhalten. Im Laufe der weiteren Erdgeschichte folgte die Bruchtektonik, welche die Gestalt der deutschen Mittelgebirge heute prägt. Diese variszischen Rumpfgebirge sind meist stark von den für die Varisziden typischen granitoiden Intrusionen (unter der Erdoberfläche zu Graniten ausgehärtetes Magma) geprägt, die während der Spätphasen der Gebirgsbildung oder danach entstanden.
Durch die Abtragung und Heraushebung alter Gebirgsschollen wurden zahlreiche Erzlagerstätten freigelegt, z. B. im Harz Eisenerz und vor allem Kupfer (der Rammelsberg gilt als Typlokalität für SEDEX-Lagerstätten), oder im Erzgebirge Uran.
Noch älter, nämlich etwa 500 Millionen Jahre, sind die kaledonischen Gebirge in Schottland und die restlichen Hochflächen und Küstengebirge in Skandinavien.
In Nordamerika stellt die fast 3000 Kilometer lange Gebirgskette der Appalachen eines der weltweit größten Rumpfgebirge dar. Es erstreckt sich mit 200 bis 300 Kilometer Breite von den Südstaaten der USA bis zum ostkanadischen Neufundland, erreicht aber nur im Süden Höhen über 2000 Meter. Viele Lagerstätten von Kohle, Erdöl und Eisenerzen sowie fruchtbare Ebenen machen das Gebirge und seine Umgebung zu einem der wertvollsten Gebiete Amerikas.
Eine ähnliche Bedeutung für Bergbau und Wirtschaft hat der Ural zwischen Osteuropa und Sibirien; auch in seiner Ausdehnung ist dieses bis 1900 Meter hohe Gebirge Russlands den Appalachen vergleichbar.